# 가부토

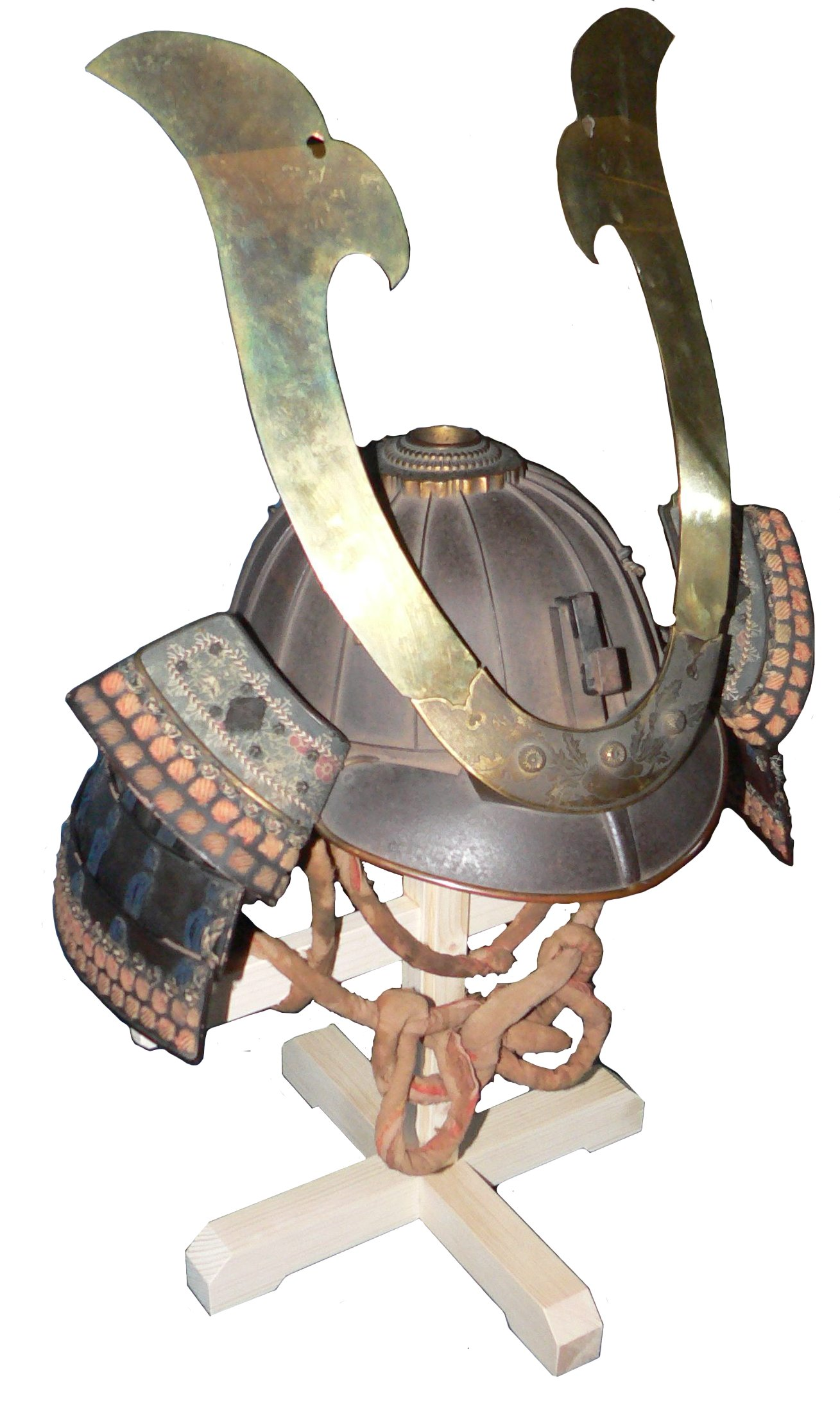
센고쿠 시대에 유행한 스지카부토.

가부토(일본어: 兜, 冑)는 고대에서 근대까지 일본에서 사용된 투구이며, 전통 일본 갑옷 일습의 중요한 부분을 구성한다.
고분 발굴을 통해 발견되는 카부토의 역사는 5세기경까지 거슬러 올라가며, 이는 사무라이 계급의 형성보다도 이르다. 이 가장 초기형의 카부토를 "마비자시츠케 카부토"라 하며, 중국에서 건너온 양식으로서 중앙에 도드라지는 등성이가 있다.

## 가부토의 부위
- 하치(鉢): 가늘고 긴 철판으로 머리를 둘러싼 반구
- 데헨: 하치의 꼭대기에 난 작은 개구. 여기에 "테헨카나모노"라는 장식용 덧쇠를 꽂는다.
- 마비자시(眉庇): 하치 앞쪽에 달린 차양.
- 우케바리: 하치의 안에 댓댄 직물 안감.
- 쓰나모토(附物): 가몬을 붙이기 위한 탑재 지점.
- 가사지루시노칸: 하치 뒤에 달린 고리로, 이곳에 군기인 카사지루시(삿갓 깃발)를 고정했다.
- 후키가에시: 하치 양쪽으로 나온 날개 도는 귀 모양의 돌출물
- 시코로(錣): 미늘 여러 개를 겹쳐서 만든 목 보호대
- 시노비노오: 면구를 고정하기 위한 끈